# マリン内閣
マリン内閣（マリンないかく）は、2019年12月10日から2023年6月20日まで、サンナ・マリンを首相として成立したフィンランドの内閣である。社会民主党、中央党、緑の同盟、左翼同盟、スウェーデン人民党の5党による連立政権だった。

## 概要

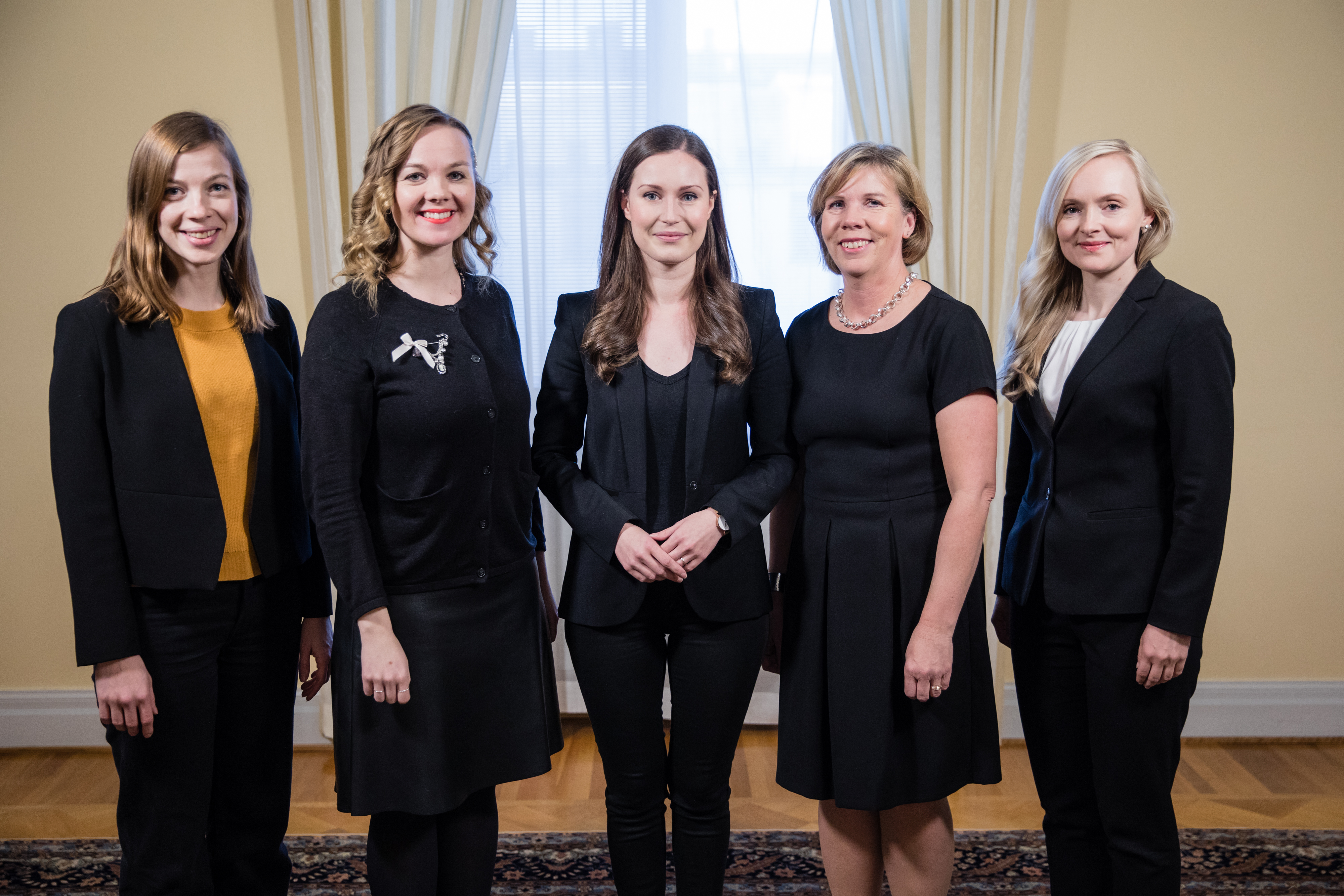
左からアンデション、クルムニ、マリン、ヘンリクソン、オヒサロ（2019年12月19日）

郵便局職員の所属変更をめぐるストライキによる混乱の責任を取りアンティ・リンネが首相を辞任し、代わって発足した5党連立政権である。
サンナ・マリンはフィンランド史上最年少となる34歳での首相就任となった。また、女性首相としては、アンネリ・ヤーテンマキ、マリ・キビニエミに次ぐ3人目となった。発足時点では、閣僚19人のうち12人が女性で、また35歳以下の閣僚が4人含まれている。
2020年3月に新型コロナウイルス感染症の流行が確認されると、非常事態を宣言し、同感染症への対策措置等を行った。
2022年5月15日、マリン首相とサウリ・ニーニスト大統領は、ロシアのウクライナ侵攻を受けて、北大西洋条約機構（NATO）に加盟を申請すると表明した。
2023年4月2日に行われた議会選挙でマリン首相の率いる社会民主党が第3党となる結果となり、与党連合としての議席を減らした。選挙後にマリン首相はサウリ・ニーニスト大統領に辞表を提出した。その後、6月20日にペッテリ・オルポ新首相によるオルポ内閣が発足し、マリン内閣は退陣した。

## 閣僚の一覧
内閣の閣僚は、社会民主党から7名、、中央党から5名、緑の同盟から3名、左翼同盟から2名、スウェーデン人民党から2名で構成されている。
| 役職                       | 大臣 | 大臣                       | 任期                            | 政党 | 政党               |
| -------------------------- | ---- | -------------------------- | ------------------------------- | ---- | ------------------ |
| 首相                       |      | サンナ・マリン             | 2019年12月10日 - 2023年6月20日  |      | 社会民主党         |
| 副首相                     |      | カトリ・クルムニ           | 2019年12月10日 - 2020年6月9日   |      | 中央党             |
| 副首相                     |      | マッティ・ヴァンハネン     | 2020年6月9日 - 2020年9月10日    |      | 中央党             |
| 副首相                     |      | アンニカ・サーリッコ       | 2020年9月10日 - 2023年6月20日   |      | 中央党             |
| 財務大臣                   |      | カトリ・クルムニ           | 2019年12月10日 - 2020年6月9日   |      | 中央党             |
| 財務大臣                   |      | マッティ・ヴァンハネン     | 2020年6月9日 - 2021年5月27日    |      | 中央党             |
| 財務大臣                   |      | アンニカ・サーリッコ       | 2021年5月27日 - 2023年6月20日   |      | 中央党             |
| 内務大臣                   |      | マリア・オヒサロ           | 2019年12月10日 - 2021年11月19日 |      | 緑の同盟           |
| 内務大臣                   |      | クリスタ・ミッコネン       | 2021年11月19日 - 2023年6月20日  |      | 緑の同盟           |
| 教育大臣                   |      | リ・アンデション           | 2019年12月10日 - 2020年12月17日 |      | 左翼同盟           |
| 教育大臣                   |      | ジュッシ・サラモ           | 2020年12月17日 - 2021年6月29日  |      | 左翼同盟           |
| 教育大臣                   |      | リ・アンデション           | 2021年6月29日 - 2023年6月20日   |      | 左翼同盟           |
| 法務大臣                   |      | アンナ＝マヤ・ヘンリクソン | 2019年12月10日 - 2023年6月20日  |      | スウェーデン人民党 |
| 外務大臣                   |      | ペッカ・ハービスト         | 2019年12月10日 - 2023年6月20日  |      | 緑の同盟           |
| 開発協力・貿易大臣         |      | ヴィル・スキナリ           | 2019年12月10日 - 2023年6月20日  |      | 社会民主党         |
| 雇用大臣                   |      | トゥーラ・ハータイネン     | 2019年12月10日 - 2023年6月20日  |      | 社会民主党         |
| 国防大臣                   |      | アンティ・カイコネン       | 2019年12月10日 - 2023年1月5日   |      | 中央党             |
| 国防大臣                   |      | ミッコ・サボラ             | 2023年1月5日 - 2023年2月28日    |      | 中央党             |
| 国防大臣                   |      | アンティ・カイコネン       | 2023年2月28日 - 2023年6月20日   |      | 中央党             |
| 欧州・国営企業大臣         |      | ティッティ・トゥプライネン | 2019年12月10日 - 2023年6月20日  |      | 社会民主党         |
| 地方自治大臣               |      | シルパ・パーテロ           | 2019年12月10日 - 2023年6月20日  |      | 社会民主党         |
| 運輸通信大臣               |      | ティモ・ハラッカ           | 2019年12月10日 - 2023年6月20日  |      | 社会民主党         |
| 科学文化大臣               |      | ハンナ・コソネン           | 2019年12月10日 - 2020年8月6日   |      | 中央党             |
| 科学文化大臣               |      | アンニカ・サーリッコ       | 2020年8月6日 - 2021年5月27日    |      | 中央党             |
| 科学文化大臣               |      | アンッティ・クルヴィネン   | 2021年5月27日 - 2022年4月29日   |      | 中央党             |
| 科学文化大臣               |      | ペトリ・ホンコネン         | 2022年4月29日 - 2023年6月20日   |      | 中央党             |
| 環境・気候変動大臣         |      | クリスタ・ミッコネン       | 2019年12月10日 - 2021年11月19日 |      | 緑の同盟           |
| 環境・気候変動大臣         |      | エマ・カリ                 | 2021年11月19日 - 2022年6月7日   |      | 緑の同盟           |
| 環境・気候変動大臣         |      | マリア・オヒサロ           | 2022年6月7日 - 2023年6月20日    |      | 緑の同盟           |
| 農林大臣                   |      | ジャリ・レッパ             | 2019年12月10日 - 2022年4月29日  |      | 中央党             |
| 農林大臣                   |      | アンッティ・クルヴィネン   | 2022年4月29日 - 2023年6月20日   |      | 中央党             |
| 経済大臣                   |      | ミカ・リンティラ           | 2019年12月10日 - 2023年6月20日  |      | 中央党             |
| 社会保健大臣               |      | アイノ＝カイサ・ペコネン   | 2019年12月10日 - 2021年6月29日  |      | 左翼同盟           |
| 社会保健大臣               |      | ハンナ・サルキネン         | 2021年6月29日 - 2023年6月20日   |      | 左翼同盟           |
| 家族問題・社会サービス大臣 |      | クリスタ・キウル           | 2019年12月10日 - 2022年2月4日   |      | 社会民主党         |
| 家族問題・社会サービス大臣 |      | アキ・リンデン             | 2022年2月4日 - 2022年10月6日    |      | 社会民主党         |
| 家族問題・社会サービス大臣 |      | クリスタ・キウル           | 2022年10月6日 - 2023年6月20日   |      | 社会民主党         |
| 北欧協力平等大臣           |      | トーマス・ブロムクビスト   | 2019年12月10日 - 2023年6月20日  |      | スウェーデン人民党 |

### 閣僚の異動
2020年6月に中央党党首のカトリ・クルムニ財務相（副首相）がメディアトレーニングの費用（約5万ユーロ）を国の資金で支払ったと報じられ、2日後に辞任を表明した。後任にはマッティ・ヴァンハネンが選出され、同年9月には、中央党の新党首に選出さたアンニカ・サーリッコ（科学文化大臣）に交代した。科学文化大臣の後任にはアンッティ・クルヴィネンが就任した。
教育大臣のリ・アンデションは、2020年12月から2021年6月まで育児休暇を取得し、その期間はジュッシ・サラモが代理を務めた。
内務大臣のマリア・オヒサロは2021年11月から育児休暇を取得したため、後任として環境・気候変動大臣のクリスタ・ミッコネンが内務大臣となり、環境・気候変動大臣の後任にはエマ・カリが就任した。マリア・オヒサロは2022年6月に復帰し、エマ・カリの代わりに環境・気候変動大臣に就任した。
家族問題・社会サービス大臣のクリスタ・キウルは、2022年2月から2022年10月まで育児休暇を取得し、その期間はアキ・リンデンが代理を務めた。
農林大臣のジャリ・レッパは2022年3月に、2023年の議会選挙に出馬せず引退すると表明し、2022年4月に農林大臣をアンッティ・クルヴィネン（科学文化大臣）と交代した。後任の科学文化大臣にはペトリ・ホンコネンが就任した。
国防大臣のアンティ・カイコネンは2023年1月から	2023年2月まで、フィンランドの男性大臣として初めて育児休暇を取得し、その期間はミッコ・サボラが代理を務めた。